# Siergiej Udalcow

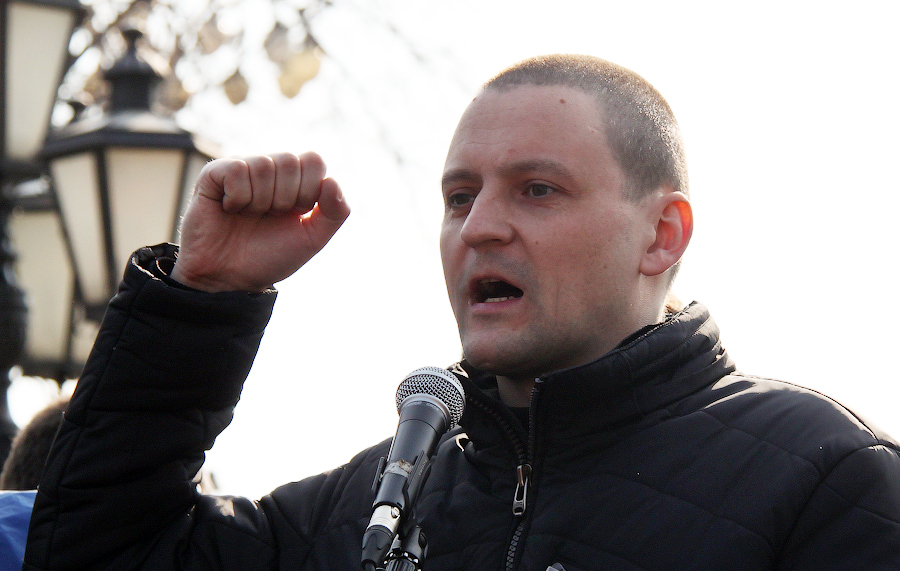

Siergiej Stanisławowicz Udalcow, ros. Сергей Станиславович Удальцов (ur. 17 lutego 1977) – rosyjski działacz polityczny i opozycjonista. Jeden z przywódców protestów przeciwko Władimirowi Putinowi w latach 2011–2012. Lider skrajnie lewicowego ruchu Awangarda Czerwonej Młodzieży.

## Życiorys
Za organizację antykremlowskich protestów Udalcow w 2011 i 2012 był aresztowany kilkanaście razy. Po zatrzymaniu go 4 grudnia, rozpoczął w więzieniu głodówkę. Oficjalnym powodem zaaresztowania jest stawianie oporu policji, ale dziennikarze Associated Press nagrali moment zatrzymania. Na filmie nie widać, by opozycjonista stawiał opór.
Udalcow zapowiedział nasilenie aktywności opozycji w kwietniu i maju 2012. Na 6 maja 2012 opozycja zaplanowała przeprowadzenie masowego Marsza Milionów, podczas którego miały się zebrać zwolennicy opozycji z wszystkich regionów Rosji. 
W lipcu 2014 otrzymał wyrok 4,5 roku łagru za zorganizowanie masowych antyputinowskich demonstracji i rozruchów na Placu Błotnym w Moskwie.